# Seznam belgijskih astronomov
Seznam belgijskih astronomov.

## A
- Sylvain Julien Victor Arend (1902 – 1992)

## B
- Louis Bernacchi

## C
- Luiz Cruls

## D
- Henri Debehogne
- Eugène Joseph Delporte

## E
- Eric Walter Elst (1936 – 2021)

## H
- Jean-Charles Houzeau (1820 – 1888)

## L
- Michael Florent van Langren (1598 – 1675)
- Constantin Le Paige (1852 – 1929)
- Georges Lemaître (1894 – 1966)

## M
- Charles Malapert (1581 – 1630)
- Jean-Luc Margot (1969 –)
- Jean Meeus (1928 –)
- Marcel Gilles Jozef Minnaert (1893 – 1970)

## N
- Louis Niesten (1844 – 1920)

## P
- Thierry Pauwels (1957 –)

## Q
- Lambert Adolphe Jacques Quételet (1796 –1874)

## R
- Fernand Rigaux (1906 – 1962)
- Félix de Roy (1883 – 1942)

## S
- Johannes Stadius (~1527 – 1579)

## T
- François J. Terby

## V
- George Van Biesbroeck (1880 – 1974)

## W
- Godefroy Wendelin (1580 – 1667)